# Edward Tuckerman
Edward Tuckerman (Boston, 7 de diciembre de 1817-Amherst, 15 de marzo de 1886) fue un botánico y liquenólogo estadounidense.
Primogénito de un comerciante de Boston, Edward Tuckerman obtuvo en 1837 la licenciatura en Artes por la Union College en la ciudad de Schenactady, en el estado de Nueva York. Tras graduarse en derecho en Harvard en 1839, viajó a Europa, donde comenzó a estudiar los líquenes junto al especialista sueco Elias Magnus Fries; durante esta época empezó a realizar estudios botánicos sobre sistemática y taxonomía. En 1854 consiguió un puesto como profesor asistente de historia oriental en la Universidad de Amherst, y más tarde, en 1858, fue nombrado profesor de botánica en dicho centro, cargo que ocupó hasta su muerte.
Tuckerman se especializó en el estudio de los líquenes y especies vegetales alpinas, llegando a reunir un gran herbario con especímenes procedentes del entorno de Nuevo Hampshire, principalmente de Montañas Blancas y Monte Washington, a partir de los cuales desarrolló un sistema de clasificación para los líquenes que se mantuvo vigente durante años. En su honor se bautizó el circo glaciar del Monte Washington como Tuckerman Ravine.

## Publicaciones
- 1843 - "Enumeratio Methodica Caricum quarundam"
- 1843, 1848 y 1849 - "Observations on some interesting Plants of New England", publicado en el American Journal of Science.
- 1847 - "Synopsis of the Lichens of New England, the other Northern States, and British America"
- 1851 - "Lichenes Americae Septentrionalis Exsiccati"
- 1853 - "Lichenes Caroli Wrightii Cubae curante E. Tuckerman"
- 1866 - "Lichens of California, Oregon, and the Rocky Mountains"
- 1872 - "Genera lichenum"
- 1875 - "A Catalogue of Plants growing without cultivation within thirty miles of Amherst College", junto a Charles Christopher Frost.
- 1882 ~ 1888 - "A Synopsis of the North American Lichens"

- La abreviatura «Tuck.» se emplea para indicar a Edward Tuckerman como autoridad en la descripción y clasificación científica de los vegetales.[1]